# Charlotte Wankel
Pour les articles homonymes, voir Wankel.
Charlotte Wankel (12 mai 1888-2 août 1969), peintre norvégienne, est considérée comme l'une des premières cubistes et peintres d'art abstrait norvégiens,.

## Biographie
Charlotte Wankel, issue d'une famille aisée, a grandi dans le domaine de Kambo, près de Moss, dans le comté d'Østfold, en Norvège. Son père, Georg Reinholdt Wankel, était un homme politique norvégien du Parti conservateur. Sa mère, l'écrivaine renommée Sigrid Ring (1870-1955), était la petite-fille de l'homme politique norvégien Paul Vinsnes,.
Après la mort de son père en 1907, la famille déménage à Christiania. Pendant trois ans, Charlotte Wankel fut étudiante à l'école d'art de la peintre norvégienne Harriet Backer (1906-1909). Sur les conseils d'Henrik Sørensen, elle devient l'élève d'Henri Matisse à partir de 1910. Elle fait de longs séjours à Paris et fréquente l'école d'art Pedro Araujo (1922-1923). Elle étudie également auprès de Fernand Léger et d'Amédée Ozenfant à l'Académie Moderne (1925-1929). 
À l'Académie Moderne, Charlotte Wankel étudie l'architecture et la peinture d'avant-garde inspirés par l'architecte et designer suisse Le Corbusier. Elle a participé à de nombreuses expositions importantes à Paris, dont L'art d'aujourd'hui à l'Exposition internationale des arts décoratifs et industriels modernes en 1925. Elle y expose aux côtés de nombreux artistes célèbres, parmi lesquels Piet Mondrian, Pablo Picasso, Constantin Brâncuși, Juan Gris, Sonia Terk et Robert Delaunay. L'exposition a reçu une large couverture médiatique et a été la première grande exposition internationale d'art d'avant-garde après la Première Guerre mondiale.
La période n’était cependant pas propice à l’art d’avant-garde en Norvège. Charlotte Wankel était présente à l'exposition d'été à la Kunstnernes Hus d'Oslo en 1933. Ses expositions personnelles à l'Association des artistes en 1930 et à Blomqvist en 1934, ainsi que son exposition à la Galerie nationale d'Oslo en 1940, ont connu un accueil mitigé.
Discrète et réservée, Charlotte Wankel est connue pour le traitement précis, clair et froid de ses images, aux lignes pures de son trait. Les formats de ses œuvres étaient souvent modestes et sa palette dominée par le bleu-gris, le brun, le jaune, l'ocre et le rose. À la fin des années 1930 et dans les années 1950, sa production se caractérise par une palette plus forte et des compositions non figuratives, souvent avec quelques éléments figuratifs abstraits.

## Lectures connexes
- Jeanneret, Charles Edouard, L'art décoratif d'aujourd'hui (Paris : G. Crès et Cie, 1925) (ISBN 978-2-7003-0312-4)